# Butajiru
Tonjiru o Butajiru (豚汁,とん汁,とんじる?) - ambos significan literalmente sopa de cerdo - es una sopa japonesa hecha con carne de cerdo y verduras, condimentada con miso.
En comparación con la sopa de miso normal, la tonjiru tiende a ser más sustanciosa, con una mayor cantidad y variedad de ingredientes.

## Nombre
El carácter japonés para cerdo (豚) se puede pronunciar como "buta" o como "ton" en japonés. La designación butajiru es dominante en el oeste de Japón y Hokkaidō, mientras que el nombre tonjiru es más común en el este de Japón.
Una versión del plato, que contiene batatas, que se sirvió a los esquiadores en las estaciones de esquí de la Prefectura de Niigata hasta aproximadamente 1960, se conoce como sukii-jiru ("sopa de esquí").

## Ingredientes comunes
La tonjiru generalmente se hace guisando trozos de carne de cerdo en rodajas finas, junto con verduras, en caldo dashi y aromatizada disolviendo miso.
Los ingredientes adicionales comunes incluyen raíz de bardana, konjac, algas, cebolletas, rábano daikon, zanahoria, tofu, incluido el tofu frito (aburaage), tubérculos como papas, taro o batata y hongos como shiitake y shimeji.
En raras ocasiones, se puede usar tocino ligeramente desengrasado (no crujiente) en lugar de cerdo. También se comercializa una tonjiru instantánea.